# Piptochaetium
Piptochaetium är ett släkte av gräs. Piptochaetium ingår i familjen gräs.

## Bildgalleri

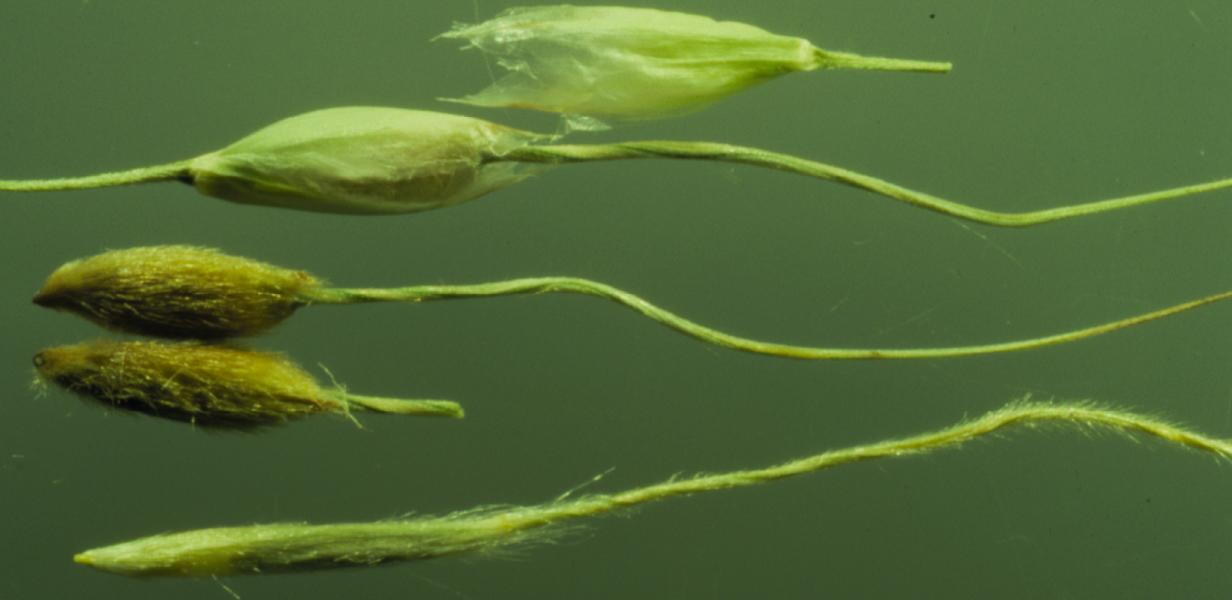

## Dottertaxa tillPiptochaetium, i alfabetisk ordning[1]
- Piptochaetium alpinum
- Piptochaetium angolense
- Piptochaetium angustifolium
- Piptochaetium avenaceum
- Piptochaetium avenacioides
- Piptochaetium bicolor
- Piptochaetium brachyspermum
- Piptochaetium brevicalyx
- Piptochaetium burkartianum
- Piptochaetium cabrerae
- Piptochaetium calvescens
- Piptochaetium confusum
- Piptochaetium cucullatum
- Piptochaetium featherstonei
- Piptochaetium fimbriatum
- Piptochaetium hackelii
- Piptochaetium hirtum
- Piptochaetium indutum
- Piptochaetium jubatum
- Piptochaetium lasianthum
- Piptochaetium leiopodum
- Piptochaetium medium
- Piptochaetium montevidense
- Piptochaetium napostaense
- Piptochaetium palustre
- Piptochaetium panicoides
- Piptochaetium pringlei
- Piptochaetium ruprechtianum
- Piptochaetium sagasteguii
- Piptochaetium seleri
- Piptochaetium setosum
- Piptochaetium stipoides
- Piptochaetium tovarii
- Piptochaetium uruguense
- Piptochaetium virescens